# Castolon
Castolon war eine Ortschaft im südwestlichen Teil des Brewster Countys, sie lag am Ufer des Rio Grande. Der Ort ist heute Teil des Big-Bend-Nationalparks und war auch unter dem Namen Santa Helena bekannt.

## Geographie
Catolon liegt 661 Meter über dem Meeresspiegel am Ostufer des Rio Grande. Der Ort hat ein semiarides Klima. Die Temperaturen liegen von April bis Oktober durchschnittlich über 30 Grad Celsius, von Mai bis September bei über 35 Grad. Die jährlichen Niederschläge betragen durchschnittlich 260 mm, wobei in den Monaten Juni bis September im Durchschnitt mehr als 35 mm Niederschlag gemessen wurden.

## Geschichte
Cipriano Hernandez, der aus Mexiko stammte, kaufte 1903 Land am östlichen Ufer des Rio Grande, nannte es Santa Helena, baute eine Farm und einen Store. Indem Hernandez sein Land mit dem Wasser aus dem Rio Grande bewässerte, gelang es ihm, eine ertragreiche Farm aufzubauen. Dies führte dazu, dass weitere mexikanische Familien in die Gegend zogen und Farmen und weitere Orte gründeten. Rund anderthalb Kilometer flussabwärts von Castolon wurde der Ort El Ojito gegründet, etwa drei Kilometer flussaufwärts der Ort La Coyota. Flussabwärts entstanden noch die Orte Terlingua Abaja und rund acht Kilometer entfernt Buenos Aires, so dass die Bevölkerung, die fast ausschließlich landwirtschaftlich tätig war, auf etwa 300 Einwohner anwuchs.
Als 1910 in Mexiko die Revolution ausbrach, fühlten sich die Bewohner auf der amerikanischen Seite des Flusses bedroht und baten die US-Armee um Schutz. Daraufhin wurde 1911 eine Kavallerie-Einheit in Castolon stationiert, die entlang des Rio Grande patrouillierte.
Der landwirtschaftliche Erfolg der Gegend zog Investoren aus Texas an, die durch den Einsatz von Landmaschinen und Bewässerungssysteme mit Pumpen den Ertrag steigerten. Zunächst wurde schwerpunktmäßig Luzerne angebaut, ab 1921 in größerem Umfang Baumwolle, die ab 1923 durch die Errichtung einer Egreniermaschine auch vor Ort weiterverarbeitet werden konnte. Von 1923 bis 1942 wurden mehr als 500 Tonnen Baumwolle verarbeitet.
Vor dem Hintergrund der Wirren in Mexiko wurde 1916 eine berittene Einheit, die in Zelten lebte, in Castolon stationiert. 1919 wurde die Errichtung eines festen Camps für Kavallerie-Einheiten beschlossen, das Camp Santa Helena genannt wurde. Es wurde jedoch nie von der US-Armee genutzt, denn als es 1920 fertiggestellt war, hatte sich die Situation an der Grenze so weit beruhigt, dass eine Stationierung von Truppen nicht mehr notwendig war.
Die US-Armee vermietete 1921 das Camp Santa Helena an die einheimische Firma La Harmonia, die größte Agrar- und Handelsgesellschaft der Gegend, die das Gelände 1926 kaufte.
1926 wurde eine Poststation eröffnet, was dazu führte, dass der Ort in Castolon umbenannt wurde, da es bereits in Texas eine Poststation mit dem Namen Santa Helena gab.
Ab 1927 begann der Niedergang des Ortes, da die US-Einwanderungsbehörden anfingen, die Umsetzung der Einwanderungsgesetze strikter anzuwenden. Um eine Abschiebung zu vermeiden, verließen zahlreiche mexikanische Familien Castolon. In den späten 1930er Jahren war die Bevölkerung auf 25 Einwohner zurückgegangen. La Harmonia stellte 1942 die Baumwollproduktion ein.
Als 1944 der Big Bend Nationalpark gegründet wurde, wurde Castolon Teil des Nationalparks, und die Bevölkerung sank weiter bis auf drei Einwohner Anfang der 1960er Jahre. 1954 war die Poststation geschlossen worden, 1957 verkaufte Cartledge, der Besitzer der Firma La Harmonia, alle Besitzungen an den Nationalpark, konnte aber sein Warenhaus noch bis 1960 weiter betreiben.
Heute leben in Castolon nur noch Mitarbeiter der Nationalpark-Verwaltung und die Betreiber des vom Nationalpark konzessionierten Warenhauses.
Neben dem Warenhaus gibt es in Castolon das älteste erhaltene Adobe Haus im Nationalpark (Alvino House) und die Ruinen zahlreicher Häuser sowie zwei Friedhöfe.